# Kiel-Ravensberg

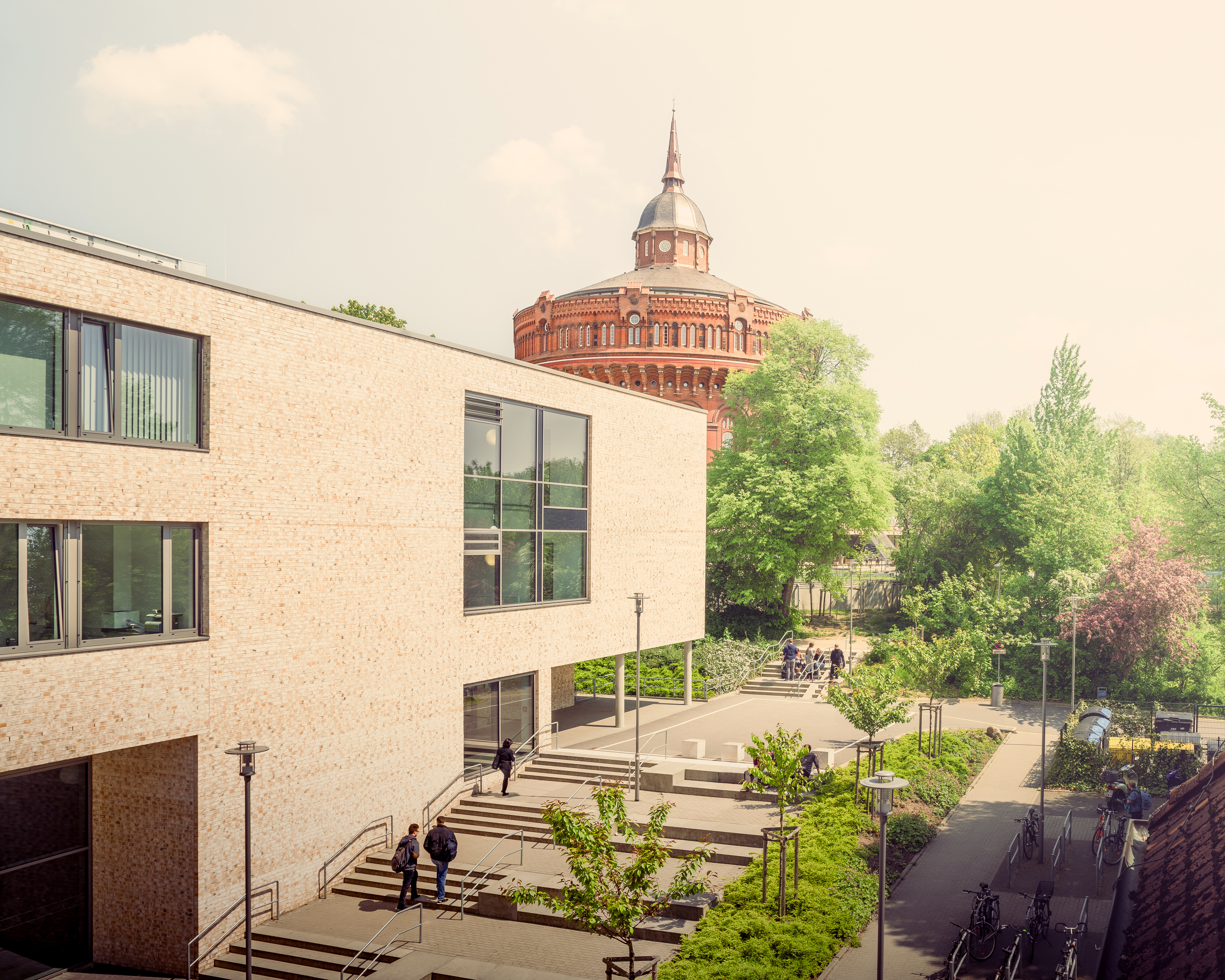
RBZ Wirtschaft Kiel in Ravensberg

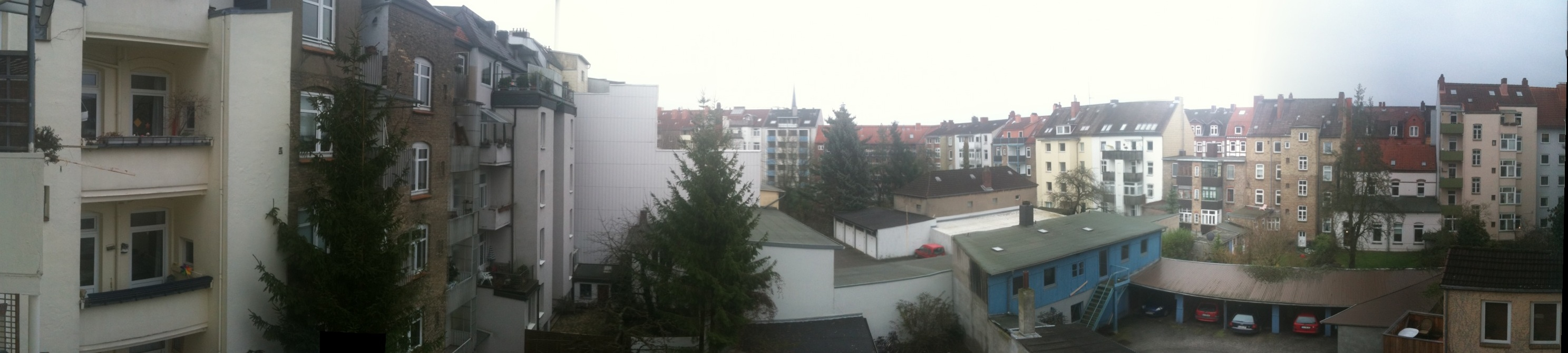
180°-Panorama eines Innenhofs in Kiel-Ravensberg

Ravensberg ist ein Stadtteil der schleswig-holsteinischen Landeshauptstadt Kiel mit der Postleitzahl 24118.
Er umfasst eine Fläche von 301,4 ha und hat 12.237 Einwohner (Stand 31. März 2024). Auf dem Gebiet des Stadtteils Ravensberg wird unter dem Namen „Bremerskamp“ in den nächsten Jahren ein neues Stadtviertel unter anderem mit Studentenwohnungen entstehen.

## Stadtteilgrenzen
Als Stadtteil Ravensberg wird das Gebiet bezeichnet, das im Süden von der Eckernförder Straße und der Gutenbergstraße, im Osten von Knooper Weg und Holtenauer Straße, im Norden von Paul-Fuß-Straße, Westring und der Bundesstraße 76, sowie im Westen vom Bremerskamp und vereinfachend einer Geraden von der Kreuzung Johann-Fleck-Straße und Bremerskamp bis zur Kreuzung Kopperpahler Teich und Eckernförder Straße, sowie der Eckernförder Straße begrenzt wird. Die ausgesparte Fläche zwischen der Johann-Fleck-Straße und Eckernförder Straße gehört bereits zur Gemeinde Kronshagen.
Im Norden grenzt der Stadtteil Kiel-Wik an, im Westen die Gemeinde Kronshagen, im Süden der Stadtteil Schreventeich und im Osten die Stadtteile Brunswik und Blücherplatz.

## Namensgebung
Ursprünglich lautete der Name einer Flur in der ehemaligen Brunswiker Feldmark Ravensberg, die wahrscheinlich ihren Namen von dem kleinen Hügel ableitet, auf dem der Wasserturm steht. Dieser Hügel wird heute ebenfalls Ravensberg genannt.

## Bildung
Im Stadtteil liegen die folgenden Bildungseinrichtungen:
- Christian-Albrechts-Universität zu Kiel
- RBZ Wirtschaft. Kiel (Regionales Berufsbildungszentrum Wirtschaft)[6]
- Ricarda-Huch-Schule (Gymnasium)[7]
- Goethe-Schulen (Grundschule und Gemeinschaftsschule)[8][9]

## Allgemeines
Die Studierendendichte in diesem Stadtteil ist sehr hoch, jeder zweite Einwohner ist zwischen 20 und 35 Jahre alt, ferner lebt jeder zweite Einwohner in einem Ein-Personen-Haushalt.
In diesem Stadtteil liegen das Marineviertel, das Stinkviertel, der Nordfriedhof, der Botanische Garten, der Wasserturm und das Nordmarksportfeld.

## Persönlichkeiten
- Karl Friedrich Lucian Samwer (1819–1882), ist Namensgeber der im Stadtteil Ravensberg liegenden Samwerstraße[5]
- Hein Blomberg (1915–2001), niederdeutscher Autor, ist in Ravensberg aufgewachsen